# Cleto Romero
José Cleto Romero (Asunción, 1860 - ibidem, 24 de junio de 1923) fue un destacado docente, cartógrafo, escritor, educador e intelectual paraguayo. Fue el primer cartógrafo paraguayo en realizar un mapa completo del Paraguay en 1910, antes de él solo algunos extranjeros lo habían hecho.
También es recordado como uno de los primeros grandes maestros y académicos que sentaron las bases de la educación paraguaya a comienzos del siglo XX, junto con otros nombres notables como: Ramón Indalecio Cardozo, Juan E. O'Leary, Manuel Franco, Delfín Chamorro, Adela Speratti, Celsa Speratti, María Felicidad González, entre otros.

## Biografía

### Primeros años y familia
Se estima que Cleto Romero nació en Asunción en el año 1860, su madre fue Dolores Romero y el nombre de su padre se desconoce.
En 1880 Cleto estudió en el Colegio Nacional de la Capital, donde se destacó como un alumno sobresaliente junto con Cecilio Báez y Delfín Chamorro, quienes fueron sus compañeros. Benjamín Aceval era el director de la institución y dejó registro escrito al respecto.
El 10 de enero de 1885 Cleto se casó en la iglesia de San Roque de Asunción con una mujer llamada Encarnación Yegros Dávila, con quien tuvo 3 hijos: Josefina Encarnación (1885), Néstor Ulises Rafael (1887) y Laura Ester Concepción (1887). Su padrino de boda fue el mismo Benjamín Aceval, destacado intelectual de la época.

### Cartógrafo
Cleto realizó varios mapas del cartográficos del Paraguay y de la región del Chaco Paraguayo, llegando a ser Director de la sección Topográfica en el Departamento Nacional de Ingenieros del Paraguay en la década de 1890.El 5 de septiembre de 1897 publicó su primer mapa de Paraguay y de la ciudad de Asunción, aunque aún le faltaban algunos detalles en las regiones más alejadas como el Chaco Paraguayo y el este y noreste de la región Oriental. En 1906 publicó un segundo mapa con algunas mejoras.
Y finalmente en 1910, luego de años de trabajo, publicó un mapa completo y bastante detallado del Paraguay (con el Chaco Paraguayo incluido), siendo así el primer cartógrafo paraguayo en hacerlo, antes de él solo algunos pocos extranjeros como Félix de Azara, Alfredo Marbais du Graty, Martin de Moussy, Francisco Wisner de Morgernstern, Matías Alonso Criado y Moisés Bertoni, lo habían hecho. Este mapa se utilizó con mucha frecuencia dentro y fuera del país en los años posteriores. Gracias al trabajo de Cleto, luego surgieron los primeros cartógrafos paraguayos como: Federico de Gásperi, Arturo Bordón, entre otros.

### Docente y educador
El 11 de noviembre de 1895 fue uno de los fundadores de la Academia Paraguaya de la Historia, la cual continua funcionando hasta nuestros días.
En 1907 asumió como director del Colegio Nacional de la Capital en reemplazo de Manuel Franco y se dedicó a la docencia a tiempo completo durante muchos años, formando así a toda una generación de alumnos y maestros.

### Muerte
Cleto Romero falleció el 24 de junio de 1923 a la edad de 63 años de bronquitis, fue enterrado en el Cementerio de la Recoleta de Asunción, donde descansan sus restos hasta la actualidad.

## Homenajes
La localidad de Cleto Romero perteneciente al municipio de Carayaó del Departamento de Caaguazú lleva su nombre en su honor.
También la Escuela Básica Nº 203 "Profesor Cleto Romero" del Barrio Pettirossi de Asunción lleva su nombre en su homenaje.
Así mismo, una calle de la ciudad de Mariano Roque Alonso lleva su nombre.